# Никольский, Николай Петрович (генерал-майор)
Никола́й Петро́вич Нико́льский (1902, Карачев, Карачевский уезд, Орловская губерния, Российская империя — 1972, Москва, РСФСР, СССР) — советский военный и государственный деятель, генерал-майор. Депутат Верховного Совета УССР 1-го созыва (1938—1947), депутат Верховного Совета Молдавской ССР 1-го созыва (1941—1946), член ЦК Коммунистической партии Молдавии (1941—1949).

## Биография
Родился 9 марта 1902 года в городе Карачеве Орловской губернии, ныне Карачевский район, Орловской области. Отец до революции был караульным улицы, мать — домохозяйкой, оба умерли в 1927 году.
В 1914 году окончил начальную школу, после чего работал в местной типографии, на электростанции, прядильной фабрике.
В марте 1918 года добровольцем вступил в Красную армию, учился в учебной команде.
В 1919 — марте 1921 года — старшина 3-го полевого тяжёлого артиллерийского дивизиона на Южном фронте. В 1920 году вступил в РКП(б).
С марта 1921 года — сотрудник органов ЧК — ОГПУ — НКВД — МВД — КГБ. Окончил курсы ОГПУ (1922), Высшую пограничную школу (1927), Военную академию имени М. В. Фрунзе (1937). В войсках НКВД занимал следующие должности: командир дивизиона Ново-Петергофской школы пограничной охраны, командир полка, командир 29-й стрелковой дивизии НКВД по охране железных дорог.
В 1938 году — начальник 26-го Одесского пограничного отряда НКВД Киевского округа.
26 июня 1938 года избран депутатом Верховного Совета УССР 1-го созыва от Цебриковского избирательного округа № 107 Одесской области .
С апреля 1939 года — исполняющий обязанности начальника, начальник Пограничных войск НКВД Азербайджанского округа.
В конце 1939 — начале 1940 года принимал участие в советско-финской войне, помощник командующего армией.
С 1940 года — начальник управления Пограничных войск НКВД Молдавского пограничного округа. В том же году был избран депутатом Верховного Совета Молдавской ССР 1-го созыва, а в 1940 году — членом ЦК Коммунистической партии (большевиков) Молдавии.
Во время Великой Отечественной войны служил в должности начальника охраны тыла Южного фронта, в декабре 1941 года — заместитель командующего Московского военного округа, в 1942—1943 годах — командир Грозненской стрелковой дивизии НКВД на Кавказе.
В конце 1943 года по состоянию здоровья переведён на должность начальника факультета пограничных войск Военной академии им. М. В. Фрунзе.
С 1946 года — помощник начальника Военного института МВД СССР, а с декабря 1946 по март 1947 года — исполняющий обязанности начальника института. С марта 1949 года находился на руководящей работе в Управлении конвойных войск МВД СССР.
Умер в декабре 1972 года в Москве. Похоронен на Головинском кладбище.

## Семья
Был женат, имел дочь.

## Воинские звания
- комбриг (09.05.1939)
- генерал-майор (04.06.1940)

## Награды
- орден Ленина, указ Президиума Верховного Совета СССР от 21.02.1945 г. № 220/258 (за 25 лет выслуги в Советской Армии)
- четыре ордена Красного Знамени: указы Президиума Верховного Совета СССР от 26.04.1940 г. № 41/605 (за успешное выполнение боевых заданий Правительства по охране государственных границ), от 22.01.1942 г. № 605/135 (за образцовое выполнение задания Командования Красной Армии по формированию частей и соединений), от 03.11.1944 г. № 219/175 (за 20 лет выслуги в Советской Армии), от 20.03.1952 г. № 218/156 (за 30 лет выслуги в Советской Армии)
- орден Красной Звезды, указ Президиума Верховного Совета СССР от 28.10.1967 г. № 2062-VII (за активное участие в Великой Октябрьской Социалистической революции и Гражданской войне)
- медаль «За оборону Москвы»
- медаль «За оборону Кавказа»
- медаль «За победу над Германией в Великой Отечественной войне 1941—1945 гг.»
- юбилейная медаль «Двадцать лет Победы в Великой Отечественной войне 1941—1945 гг.»
- юбилейная медаль «XX лет Рабоче-Крестьянской Красной Армии»
- юбилейная медаль «30 лет Советской Армии и Флота»
- юбилейная медаль «40 лет Вооружённых Сил СССР»
- юбилейная медаль «50 лет Вооружённых Сил СССР»
- медаль «В память 800-летия Москвы»
- знак «Почётный работник ВЧК-ОГПУ (XV)» (29.08.1936)